# W・リチャード・スティーヴンス
ウィリアム・リチャード・スティーヴンス（William Richard Stevens, 1951年2月5日 - 1999年9月1日）はコンピュータ技術書のライター。UNIXとTCP/IPの解説書の作者として著名。

## 生涯
リチャード・スティーヴンスは1951年、北ローデシア（現ザンビア）のルアンシャ出身。父親は銅産業に従事していた。一家がユタ州ソルトレイクシティ、ニューメキシコ州ハーレイ、ワシントンD.C.、南アフリカ共和国ファラボウワを転々としたあと、スティーヴンスはヴァージニア州ウェインズボロのフィシュバーン・ミリタリー・スクールに入学する。1973年にミシガン大学で航空宇宙工学の理学学士号を取得。1975年にアリゾナ州ツーソンに移住し、キットピーク国立天文台のプログラマーとして働きながら、アリゾナ大学から1978年に修士号、1982年にはシステム工学の博士号を取得する。1982年から1990年にはニューヘイブンのHealth Systems International社コンピューティングサービスの副社長の地位にあった。1990年にツーソンに戻り、そこでライターとコンサルタントとしてのキャリアを重ねた。彼はまた熱心なパイロットでもあり、1970年代にはパートタイムの飛行インストラクターも勤めた。
スティーヴンスは1999年に死去。48歳であった。2000年にはUSENIXからUSENIX貢献賞が授与されている。

## 書籍リスト
- 1990年 - UNIX Network Programming - ISBN 0-13-949876-1
- 1992年 - Advanced Programming in the UNIX Environment - ISBN 0-201-56317-7
- 1994年 - TCP/IP Illustrated, Volume 1: The Protocols - ISBN 0-201-63346-9
- 1995年 - TCP/IP Illustrated, Volume 2: The Implementation (Gary R. Wrightと共著) - ISBN 0-201-63354-X
- 1996年 - TCP/IP Illustrated, Volume 3: TCP for Transactions, HTTP, NNTP, and the UNIX Domain Protocols - ISBN 0-201-63495-3
- 1998年 - UNIX Network Programming, Volume 1, Second Edition: Networking APIs: Sockets and XTI - ISBN 0-13-490012-X
- 1999年 - UNIX Network Programming, Volume 2, Second Edition: Interprocess Communications - ISBN 0-13-081081-9

## RFC
スティーヴンスはIETFのRFC文書をいくつか共著している。BSDソケットのIPv6対応への情報提供文書とTCPの輻輳制御の規格文書である。
- Stevens, W. R., and Thomas, M. 1998年. "Advanced Sockets API for IPv6," RFC 2292
- Gilligan, R. E., Thomson, S., Bound, J., and Stevens, W. R. 1999年. "Basic Socket Interface Extensions for IPv6," RFC 2553
- Allman, M., Paxson, V., Stevens, W. R. 1999年. "TCP Congestion Control," RFC 2581